# Le Vingt-septième Livre
Le Vingt-septième Livre est un essai écrit par l'écrivain français Marc-Édouard Nabe. Paru initialement en 2005 en préface à une nouvelle édition d'Au régal des vermines, il est publié en volume en janvier 2009 par les éditions du Dilettante.

## Résumé
Le livre a été écrit en 2005 pour accompagner la réédition au Dilettante du premier livre de l'écrivain, Au régal des vermines. Vingt ans après sa publication, l'écrivain analyse sa situation en la comparant à celle de Michel Houellebecq, qui fut son voisin dans les années 1990,.

## Accueil critique
En janvier 2006, au moment de la publication originale de la préface à la réédition de Au régal des vermines, Marc-Édouard Nabe est invité par Guillaume Durand, dans son émission, Campus, diffusée sur France 2,. Christine Angot intervient pour critiquer la personnalité de l'écrivain et la préface, tout en trouvant celle-ci « plutôt émouvante ».
La critique est dans l'ensemble favorable à l'ouvrage. Jérôme Dupuis juge, dans L'Express, qu'avec ce livre, Nabe « revient avec saveur » sur sa relation avec Michel Houellebecq. Pour Nicolas Ungemuth, dans Le Figaro Magazine, le livre est une « réjouissante lamentation ». Pour Angie David, dans La Revue littéraire, Nabe « prend prétexte d'une histoire entre écrivains, comme il s'agirait d'un conte de fées ou d'une fable morale, pour dénoncer le milieu littéraire dans sa lâcheté et son hypocrisie ».
L'écrivain Guy Darol, dans sa chronique dans Le Magazine des livres, compare le portrait de Houellebecq à une « impressionnante descente en flammes finement slalomée ». Dans Le Choc du mois, François Bousquet parle de « testament » dans un long article sous forme de lettre ouverte à l'écrivain.
En février 2009, l'écrivain est invité par Daniel Picouly, dans son émission Café littéraire, diffusée sur France 2,. Éric Naulleau, présent sur le plateau, défend la préface tout en craignant que le personnage n'occulte « l'écrivain véritable qu'il est ».

## Échos
- Le contenu du livre est mentionné par Ariane Chemin, dans sa série d'articles consacrés à Michel Houellebecq parus dans Le Monde, en août 2015[14].

## Citations
- « Je suis un loser, ce qu'on appelle un écrivain à insuccès, un worst-seller... »[15]
- « Roman à thèse + écriture plate + athéisme revendiqué + critique de son temps (mais pas trop) + culture rock-pop + défense du capitalisme + attaque des Arabes = succès garanti. Qui a réussi ça ? Ne cherche pas davantage dans ton miroir, c'est toi, Michel, mon cher voisin...  »[16]
- « Il faut être logique : puisque mes contemporains me considèrent comme mort, je ne dois plus exister à leurs yeux. Rendez-vous dans cent ans ! En attendant, j'arrête. »[17]

## Édition
- Marc-Édouard Nabe, Le Vingt-Septième Livre[18], Le Dilettante, 2009, 93 p.  (ISBN 9782842631680)